# Roberto Calabrò

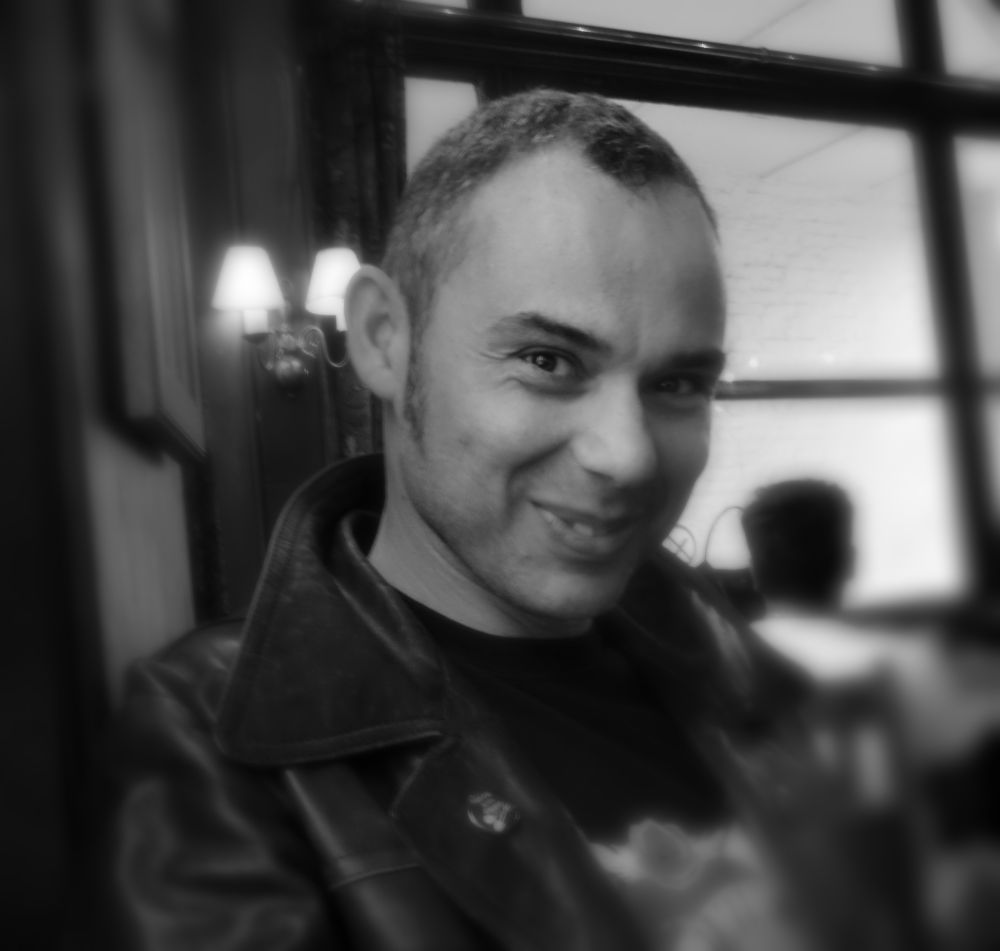
Roberto Calabrò

Roberto Calabrò (Reggio Calabria, 1971) è un giornalista italiano, collaboratore del settimanale Il Venerdì, del mensile musicale Blow Up, della rivista inglese Shindig! (UK) e della spagnola Ruta 66 (Spagna).

## Carriera
Tra la fine degli anni Ottanta e i primi anni Novanta inizia a scrivere  di musica per fanzine e riviste indipendenti quali "Stress" e Urlo .
Nel settembre 1993 avvia una lunga collaborazione con la rivista Rockerilla per la quale scriverà ininterrottamente fino  al numero di febbraio 2004.
Durante gli anni Novanta trasmette in radio e si occupa di rock underground per la fanzine Freak Out, di cui diventerà più avanti direttore responsabile, per la rivista Bassa Fedeltà (utilizzando lo pseudonimo di Rob Darroch) e per molte altre pubblicazioni indipendenti.
Dal 2002 al 2007 collabora con il mensile spagnolo Ruta 66 e la webzine australiana I-94 Bar.
A partire dalla metà degli anni 2000 comincia una proficua collaborazione con i settimanali L'Espresso, Diario e il Venerdì, e il quotidiano La Repubblica. 
La collaborazione con il celebre mensile di "musica e altre contaminazioni" Blow Up inizia con una lunga retrospettiva sul gruppo australiano Hoodoo Gurus apparsa sul numero di dicembre 2010. 
Nello stesso anno pubblica Eighties Colours - Garage, beat e psichedelia nell'Italia degli anni Ottanta per Coniglio Editore. Il libro si aggiudica il premio M.E.I.
Da freelance ha scritto per molte testate incluse Left, D - la Repubblica delle donne, Rumore, Linkiesta.it, Gli Stati Generali.
Dal 2011 è il curatore di "Eighties Colours Reissues", collana di ristampe discografiche della scena neo-sixties italiana pubblicate dall'etichetta indipendente Area Pirata.
In anni recenti inizia a collaborare con il mensile inglese Shindig! e, nel 2021, riprende la storica collaborazione con la rivista spagnola Ruta 66.
Attualmente vive in Germania dove dirige il magazine in lingua italiana Magma e collabora con Cosmo Italiano , programma radiofonico dell'emittente pubblica WDR.

## Pubblicazioni
- Queens Of The Stone Age - Il suono del deserto, Roma, Arcana editrice, 2004.
- Eighties Colours - Garage, beat e psichedelia nell'Italia degli anni Ottanta, Roma, Coniglio Editore, 2010.
- Madrid e Barcellona - Guida Rock, Roma, Arcana editrice, 2014.
- Radio Birdman. Il rito del suono selvaggio, Tuttle edizioni, 2018.
- Ramones. Gang of New York, Tuttle edizioni, 2020.
- MC5. Future/Now, Tuttle edizioni, Tuttle edizioni, 2022
- Rolling Stones: Exile On Main St., Cometa Rossa, 2022
- Fugazi. Committed To Excellence, Tuttle edizioni, 2023

### Contributi bibliografici
- AA.VV. "Enciclopedia del Rock 1954 - 2004" (Arcana, 2004) revisione editoriale
- Fabrizio Della Porta, Salvatore D'Urso e Alberto Ezzu "No Strange e sogni correlati" (Area Pirata, 2017)
- Maurizio Campisi "Everybody Wants To Know" (Area Pirata, 2017) postfazione e revisione editoriale
- Lodovico Ellena "Psichedelica. Breve storia dell'acid rock italiano" (Banksville Books, 2018)
- Antonio Bacciocchi "Small Faces" (Cometa Rossa, 2021)
- Davide Brocchi "By disaster or by design?" (Mimesis, 2022) revisione editoriale